# Shelley Sekula-Gibbs

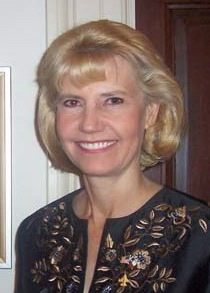
Shelley Sekula-Gibbs

Shelley Sekula-Gibbs (* 22. Juni 1953 in Floresville, Wilson County, Texas) ist eine US-amerikanische Politikerin. In den Jahren 2006 und 2007 vertrat sie den Bundesstaat Texas im US-Repräsentantenhaus.

## Werdegang
Shelley Gibbs studierte bis 1975 an der Our Lady of the Lake University in San Antonio Chemie. Danach absolvierte sie bis 1979 an der Außenstelle der University of Texas in Galveston Medizin. Anschließend praktizierte sie als Ärztin. Ihr Spezialgebiet sind Hautkrankheiten. Später lehrte sie am Baylor College in Houston selbst Medizin. Gleichzeitig schlug sie als Mitglied der Republikanischen Partei eine politische Laufbahn ein. Zwischen 2002 und 2006 saß sie im Stadtrat von Houston.
Nach dem Rücktritt des Abgeordneten Tom DeLay wurde Shelley Sekula-Gibbs bei der fälligen Nachwahl für den 22. Sitz von Texas als dessen Nachfolgerin in das US-Repräsentantenhaus in Washington, D.C. gewählt, wo sie am 13. November 2006 ihr neues Mandat antrat. Da sie aber zeitgleich nicht für die folgende Legislaturperiode im Kongress gewählt wurde, sondern dem Demokraten Nick Lampson unterlag, konnte sie dort nur die laufende Amtszeit bis zum 3. Januar 2007 beenden.
Heute ist sie unter anderem Mitglied im Health Care Advisory Committee in Houston. Sie ist zum dritten Mal verheiratet und hat zwei erwachsene Kinder.